# Vas Imre (jogász)
Vas Imre (Budapest, 1966. január 17.–) magyar jogász, műszaki szakoktató, politikus; 2010. május 14. és 2018. április 8. között a Fidesz – Magyar Polgári Szövetség országgyűlési képviselője.

## Életrajz
1996-ban a Budapesti Műszaki Egyetem Természet- és Társadalomtudományi Karán műszaki-szakoktató végzettséget szerzett. 2004-ben a Pécsi Tudományegyetem Állam- és Jogtudományi Karán jogász végzettséget szerzett. 2011-ben KIM-nél jogi szakvizsgát tett.
2006 és 2014 között a Pesterzsébet helyi önkormányzatának képviselője és 2011 és 2014 között annak alpolgármestere.
2010. május 14. és 2018 április között a budapesti 6. számú országgyűlési egyéni választókerület képviselője a Fidesz – Magyar Polgári Szövetség színeiben.